# Saison 2017 des Dragons catalans
La saison 2017 des Dragons catalans, unique franchise française de rugby à XIII en Super League, constitue leur douzième participation à cette ligue. L'entraîneur français Laurent Frayssinous effectue sa cinquième saison au club, il est remplacé en cours de saison par le duo Jérôme Guisset-Michael Monaghan avant que l'Anglais Steve McNamara soit nommé le 10 juin 2017.

## Déroulement de la saison

### Transferts
Les Dragons Catalans font de grands changements au sein de son effectif après une saison 2016 frustrante et décevante. Olivier Elima (avec un détour à Palau) et Grégory Mounis (prise en charge de la formation des moins de 19 ans du club) prennent leur retraite. Les jeunes ayant fait leurs débuts professionnels avec les Dragons, à savoir Éloi Pélissier, Antoni Maria, Morgan Escaré et Romain Navarrete, rejoignent des clubs anglais. Enfin, les contrats de deux têtes d'affiche sont rompus, Todd Carney et David Taylor.
Du côté des recrues, le club mise sur sa formation avec les signatures des premiers contrats professionnels de Paul Séguier et d'Alrix Da Costa, et s'attache les services d'un revenant (Mickaël Simon), de joueurs aguerris de Super League (Luke Walsh et Iain Thornley) et de joueurs venus de National Rugby League. Pour ces derniers, on retrouve Luke Burgess (champion de NRL en 2013 avec les Rabbitohs de South Sydney), l'international néo-zélandais Sam Moa (champion de NRL avec les Roosters de Sydney), Brayden Wiliame et surtout le retour de Greg Bird qui avait fait sensation lors de son passage à Perpignan en 2009 avant de regagner l'Australie remportant notamment la Coupe du monde avec l'Australie en 2013. Bird signe un contrat de cinq ans, trois en tant que joueur, deux dans l'encadrement.

### Avant-saison
L'objectif annoncé des Dragons Catalans est d'atteindre le « Super 8 » puis de se qualifier pour les demi-finales de la Super League, performance non réalisée depuis 2012. Les Dragons effectuent un stage un stage intensif de trois jours (11-13 janvier) au camp d'entraînement des pompiers des Pyrénées-Orientales au milieu d'une préparation physique de deux mois.
Les matchs de préparation se soldent par deux défaites contre Toulouse (jouant en Championship, antichambre de la Super League) et Wigan (champion de Super League en titre). Contre Toulouse devant plus de 4 000 spectateurs à Blagnac, les Dragons Catalans ratent leur match, perdant 6-22 contre un adversaire largement à leur portée et évoluant dans une division inférieure. En revanche contre Wigan, les Dragons Catalans se rassurent malgré une défaite 22-26 avec une défense plus rigoureuse et une prestation plus rassurante que contre Toulouse.

## Résultats
| Légende | Légende  |
| ------- | -------- |
|         | Victoire |
|         | Nul      |
|         | Défaite  |

Saison régulière 2017
| Date       | Compétition        | Journée | Equipe       | H/A | Stade                    | Résultat | Score | Essais                                            | Buts                            | Spect. |
| ---------- | ------------------ | ------- | ------------ | --- | ------------------------ | -------- | ----- | ------------------------------------------------- | ------------------------------- | ------ |
| 21/01/2017 | Amical             | -       | Toulouse     | E   | Stade Ernest-Argelès     | Défaite  | 6-22  | Moa                                               | Albert 1                        | 4 123  |
| 28/01/2017 | Amical             | -       | Wigan        | D   | Stade Gilbert Brutus     | Défaite  | 22-26 | Moa, Inu (2), Yaha                                | Walsh 3                         | 4 000  |
| 11/02/2017 | Super League       | 1       | Warrington   | D   | Stade Gilbert Brutus     | Victoire | 20-12 | Myler, Bird, Wiliame                              | Walsh 4                         | 8 842  |
| 23/02/2017 | Super League       | 2       | Hull FC      | E   | KCOM Stadium             | Victoire | 16-14 | Myler                                             | Walsh 6                         | 13 544 |
| 04/03/2017 | Super League       | 3       | Widnes       | D   | Stade Gilbert Brutus     | Nul      | 14-14 | Wiliame, Myler                                    | Walsh 3                         | 6 500  |
| 10/03/2017 | Super League       | 4       | Leeds        | E   | Headingley Rugby Stadium | Défaite  | 10-46 | Wiliame, Bousquet                                 | Walsh 1                         | 13 208 |
| 18/03/2017 | Super League       | 5       | St Helens    | D   | Stade Gilbert Brutus     | Défaite  | 24-28 | Bosc, Bousquet, Thornley, Aiton                   | Walsh 4                         | 8 158  |
| 26/03/2017 | Super League       | 6       | Castleford   | E   | The Jungle               | Défaite  | 26-43 | Thornley, Myler, Anderson, Duport                 | Walsh 5                         | 8 126  |
| 01/04/2017 | Super League       | 7       | Wakefield    | D   | Stade Gilbert Brutus     | Défaite  | 18-38 | Garcia, Inu, Yaha                                 | Walsh 3                         | 7 931  |
| 07/04/2017 | Super League       | 8       | Leigh        | E   | Leigh                    | Victoire | 37-26 | Thornley, Wiliame, Inu, Anderson, Myler, Gigot    | Walsh 6 ; Walsh 1 drop          | 5 612  |
| 12/04/2017 | Super League       | 9       | Huddersfield | E   | John Smith's Stadium     | Victoire | 29-22 | Gigot, Wiliame, Myler, Duport, Walsh              | Walsh 4 ; Gigot 1 drop          | 4 973  |
| 17/04/2017 | Super League       | 10      | Salford      | D   | Stade Gilbert Brutus     | Victoire | 38-6  | Duport (2), Anderson, Inu, Myler, Gigot           | Walsh 6, Gigot 1, Walsh 2 drops | 10 804 |
| 23/04/2017 | Super League       | 11      | Wigan        | E   | DW Stadium               | Défaite  | 22-42 | Yaha, Gigot, Anderson (2)                         | Walsh 3                         | 11 637 |
| 30/04/2017 | Super League       | 12      | Wakefield    | E   | Belle Vue                | Défaite  | 10-30 | Duport, Yaha                                      | Walsh 1                         | 4 017  |
| 06/05/2017 | Super League       | 13      | Leeds        | D   | Stade Gilbert Brutus     | Défaite  | 24-30 | Anderson, Bousquet, Wiliame, Casty                | Gigot 4                         | 8 759  |
| 12/05/2017 | Coupe d'Angleterre | 6e tour | Hull FC      | E   | KCOM Stadium             | Défaite  | 0-62  |                                                   |                                 |        |
| 21/05/2017 | Super League       | 14      | Huddersfield | MW  | St James' Park           | Défaite  | 10-18 | Myler, Thornley                                   | Walsh 1                         | 30 046 |
| 26/05/2017 | Super League       | 15      | Salford      | E   | AJ Bell Stadium          | Défaite  | 12-50 | Duport, Yaha                                      | Walsh 2                         | 4 827  |
| 29/05/2017 | Super League       | 16      | Hull FC      | D   | Stade Gilbert Brutus     | Victoire | 23-18 | Moa, Yaha, Gigot                                  | Walsh 5, Walsh 1 drop           | 8 439  |
| 04/06/2017 | Super League       | 17      | Widnes       | E   | Select Security Stadium  | Défaite  | 6-26  | Moa                                               | Walsh 1                         | 4 253  |
| 10/06/2017 | Super League       | 18      | Huddersfield | D   | Stade Gilbert Brutus     | Défaite  | 12-56 | Gigot, Moa                                        | Walsh 2                         | 9 169  |
| 24/06/2017 | Super League       | 19      | Warrington   | E   | Halliwell Jones Stadium  | Défaite  | 16-24 | Broughton, Myler (2)                              | Walsh 2                         | 9 798  |
| 01/07/2017 | Super League       | 20      | Leigh        | D   | Leigh Sports Village     | Victoire | 40-36 | Broughton, Simon (2), Duport, Moa, Horo, Bousquet | Walsh 6                         | 8 728  |
| 08/07/2017 | Super League       | 21      | Wigan        | D   | Stade Gilbert Brutus     | Défaite  | 10-32 | Duport (2)                                        | Walsh 1                         | 9 810  |
| 16/07/2017 | Super League       | 22      | St Helens    | E   | Totally Wicked Stadium   | Défaite  | 28-46 | Horo (2), Walsh, Gigot, Myler                     | Walsh 4                         | 10 024 |
| 22/07/2017 | Super League       | 23      | Castleford   | D   | Stade Gilbert Brutus     | Défaite  | 24-32 | Albert, Gigot, Yaha, Duport                       | Gigot 4                         | 8 657  |

Super 8 Qualifiers
| Date       | Compétition  | Journée | Equipe       | H/A | Stade                   | Résultat | Score | Essais                      | Buts           | Spect. |
| ---------- | ------------ | ------- | ------------ | --- | ----------------------- | -------- | ----- | --------------------------- | -------------- | ------ |
| 05/08/2017 | Super League | 24      | London       | D   | Stade Gilbert Brutus    | Victoire | 20-18 | Myler, Wiliame, Anderson    | Walsh 4        | 7 102  |
| 12/08/2017 | Super League | 25      | Warrington   | E   | Halliwell Jones Stadium | Défaite  | 24-52 | Casty, Inu (2), Tierney     | Walsh 4        | 8 595  |
| 19/08/2017 | Super League | 26      | Leigh        | D   | Stade Gilbert Brutus    | Défaite  | 6-30  | Wiliame                     | Walsh 1        | 6 632  |
| 03/09/2017 | Super League | 27      | Halifax      | E   | MBi Shay                | Victoire | 24-0  | Walsh, Myler, Wiliame, Yaha | Walsh 4        | 1 853  |
| 09/09/2017 | Super League | 28      | Featherstone | D   | Stade Gilbert Brutus    | Victoire | 26-12 | Inu, Wiliame, Garcia, Moa   | Walsh 2, Inu 3 | 8 649  |
| 15/09/2017 | Super League | 29      | Hull KR      | E   | Craven Park             | Victoire | 20-19 | Myler, Thornley, Wiliame    | Walsh 4        | 7 405  |
| 23/09/2017 | Super League | 30      | Widnes       | D   | Stade Gilbert Brutus    | Défaite  | 10-12 | Bousquet                    | Walsh 3        | 10 245 |

Million Pound Game
| Date       | Compétition  | Journée | Equipe | H/A | Stade                | Résultat | Score | Essais                      | Buts    | Spect. |
| ---------- | ------------ | ------- | ------ | --- | -------------------- | -------- | ----- | --------------------------- | ------- | ------ |
| 30/09/2017 | Super League | -       | Leigh  | E   | Leigh Sports Village | Victoire | 26-10 | Thornley, Tierney (2), Yaha | Walsh 5 | 6 888  |

## Statistiques
| AR=Arrière | C=Centre | AI=Ailier | DO=Demi d'ouverture | DM=Demi de mêlée | PI=Pilier | TA=Talonneur | DL=Deuxième ligne | TL=Troisième ligne | R=Remplaçant |
| ---------- | -------- | --------- | ------------------- | ---------------- | --------- | ------------ | ----------------- | ------------------ | ------------ |

| No | Player            | 1  | 2  | 3  | 4  | 5  | 6  | 7  | 8  | 9  | 10 | 11 | 12 | 13 | 6e | 14 | 15 | 16 | 17 | 18 | 19 | 20 | 21 | 22 | 23 | S1 | S2 | S3 | S4 | S5 | S6 | S7 |
| -- | ----------------- | -- | -- | -- | -- | -- | -- | -- | -- | -- | -- | -- | -- | -- | -- | -- | -- | -- | -- | -- | -- | -- | -- | -- | -- | -- | -- | -- | -- | -- | -- | -- |
| 1  | Tony Gigot        | x  | x  | x  | x  | x  | x  | x  | AR | AR | AR | AR | AR | AR | x  |    |    |    |    |    |    |    |    |    |    |    |    |    |    |    |    |    |
| 2  | Jodie Broughton   | AI | AI | AI | AI |    |    |    |    |    |    |    |    |    |    |    |    |    |    |    |    |    |    |    |    |    |    |    |    |    |    |    |
| 3  | Krisnan Inu       | CE | CE | CE | x  | CE | CE | CE | CE | CE | CE |    | CE |    |    |    |    |    |    |    |    |    |    |    |    |    |    |    |    |    |    |    |
| 4  | Brayden Wiliame   | AR | CE | CE | CE | CE | AR |    | AI | CE |    |    |    | CE |    |    |    |    |    |    |    |    |    |    |    |    |    |    |    |    |    |    |
| 5  | Fouad Yaha        | AI |    |    |    | AI | AI | AI | x  | x  | AI | AI | AI | AI | AI |    |    |    |    |    |    |    |    |    |    |    |    |    |    |    |    |    |
| 6  | Luke Walsh        | DO | DO | DO | DO | DO | DO | DO | DO | DO | DO | DO | DO | x  | DO |    |    |    |    |    |    |    |    |    |    |    |    |    |    |    |    |    |
| 7  | Richard Myler     | DM | DM | DM | DM | DM | DM | DM | DM | DM | DM | DM | DM | DM | DM |    |    |    |    |    |    |    |    |    |    |    |    |    |    |    |    |    |
| 8  | Sam Moa           | DL | DL | x  | x  | DL | PI | PI | PI | DL | DL | DL | PI | DL | PI |    |    |    |    |    |    |    |    |    |    |    |    |    |    |    |    |    |
| 9  | Paul Aiton        | DL | DL | TL | DL | DL | TA | TA | TA | DL | TL | TL | TA | DL |    |    |    |    |    |    |    |    |    |    |    |    |    |    |    |    |    |    |
| 10 | Rémi Casty        | TL | TL | DL | TL | TL | PI | PI | PI | PI | PI | PI | PI | TL | PI |    |    |    |    |    |    |    |    |    |    |    |    |    |    |    |    |    |
| 11 | Louis Anderson    | x  | R  | R  | R  |    | R  | DL | DL | TA | TA | TA |    | TA |    |    |    |    |    |    |    |    |    |    |    |    |    |    |    |    |    |    |
| 12 | Justin Horo       | PI | PI | PI | TA | TA |    |    |    |    | PI |    |    |    |    |    |    |    |    |    |    |    |    |    |    |    |    |    |    |    |    |    |
| 13 | Greg Bird         | PI | PI | PI | PI |    |    |    |    |    |    |    | TL | PI |    |    |    |    |    |    |    |    |    |    |    |    |    |    |    |    |    |    |
| 14 | Julian Bousquet   | R  | R  | x  | R  | R  | DL | R  | R  | R  | R  | R  | R  | R  | DL |    |    |    |    |    |    |    |    |    |    |    |    |    |    |    |    |    |
| 15 | Benjamin Garcia   | TA | TA | TA | PI | PI | DL | TL | DL | PI | PI | PI | DL | PI |    |    |    |    |    |    |    |    |    |    |    |    |    |    |    |    |    |    |
| 16 | Thomas Bosc       | R  | AR | AR | AR | AR |    | AR |    | R  | R  | AI | R  | R  |    |    |    |    |    |    |    |    |    |    |    |    |    |    |    |    |    |    |
| 17 | Jason Baitieri    | R  | R  | x  | R  | PI | R  | R  | TL |    |    |    |    |    |    |    |    |    |    |    |    |    |    |    |    |    |    |    |    |    |    |    |
| 18 | Vincent Duport    | CE | x  | x  | CE | x  | CE | CE | CE | AI | AI | CE | AI | AI | AI |    |    |    |    |    |    |    |    |    |    |    |    |    |    |    |    |    |
| 19 | Michaël Simon     | R  | x  | R  | x  | R  | x  | R  | R  | R  | R  | R  | R  | R  | R  |    |    |    |    |    |    |    |    |    |    |    |    |    |    |    |    |    |
| 20 | Luke Burgess      | x  | x  | DL | DL | R  | TL | x  | R  |    |    |    |    |    |    |    |    |    |    |    |    |    |    |    |    |    |    |    |    |    |    |    |
| 21 | Iain Thornley     | x  | AI | AI | AI | AI | AI | AI | AI | AI | CE | CE | CE | CE | CE |    |    |    |    |    |    |    |    |    |    |    |    |    |    |    |    |    |
| 22 | Lucas Albert      | x  | x  | x  | x  | x  | x  | x  | x  | x  | x  | x  | x  | DO | AR |    |    |    |    |    |    |    |    |    |    |    |    |    |    |    |    |    |
| 23 | Alrix Da Costa    | x  | R  | R  | R  | R  | R  | R  | R  | x  | x  | R  | x  | x  | TA |    |    |    |    |    |    |    |    |    |    |    |    |    |    |    |    |    |
| 24 | Paul Séguier      | x  | x  | x  | x  | x  | x  | x  | x  | x  | x  | x  | x  | x  | R  |    |    |    |    |    |    |    |    |    |    |    |    |    |    |    |    |    |
| 25 | Thibault Margalet | x  | x  | R  | x  | x  | R  | x  | x  | R  | R  | R  | R  | R  | R  |    |    |    |    |    |    |    |    |    |    |    |    |    |    |    |    |    |
| 26 | Lambert Belmas    | x  | x  | x  | x  | x  | x  | x  | x  | TL | x  | x  | x  | x  | TL |    |    |    |    |    |    |    |    |    |    |    |    |    |    |    |    |    |
| 27 | Hugo Perez        | x  | x  | x  | x  | x  | x  | x  | x  | x  | x  | x  | DL | x  | DL |    |    |    |    |    |    |    |    |    |    |    |    |    |    |    |    |    |
| 28 | Jordan Dezaria    | x  | x  | x  | x  | x  | x  | x  | x  | x  | x  | x  | x  | x  | x  |    |    |    |    |    |    |    |    |    |    |    |    |    |    |    |    |    |
| 29 | Matthieu Khedimi  | x  | x  | x  | x  | x  | x  | x  | x  | x  | x  | x  | x  | x  | R  |    |    |    |    |    |    |    |    |    |    |    |    |    |    |    |    |    |
| 30 | Arthur Romano     | x  | x  | x  | x  | x  | x  | x  | x  | x  | x  | x  | x  | x  | R  |    |    |    |    |    |    |    |    |    |    |    |    |    |    |    |    |    |

## Trophées et honneurs en championnat

### Stade
Le stade Gilbert-Brutus a été rénové lors de la saison 2011 pour la construction d'une nouvelle tribune de 2 560 places assises, ce qui porte la capacité totale du stade à 11 500 places assises. Il comporte également une loge panoramique, des bureaux, une boutiques et des guichets. En termes de capacité, cela situe le club dans le top 7 de la Super League. Le coût de cette extension est de l'ordre de 6 805 000 euros répartis entre la ville de Perpignan (49 %), le conseil régional (28 %) et le conseil général (23 %).

## Couverture médiatique
La chaîne beIN Sport possède les droits télés de la Super League et les retransmissions des matchs à domicile des Dragons Catalans. Sky Sports retransmet les matchs disputés à l'extérieur sur le sol britannique. Pour la Challenge Cup, les diffusions sont assurées par la BBC.
Dans la presse, les résultats et rapports des matchs sont diffusés dans les quotidiens tels que L'Équipe ou L'Indépendant.